# UFC 58
UFC 58: USA vs. Canadá foi um evento de artes marciais mistas promovido pelo Ultimate Fighting Championship, ocorrido em 4 de março de 2006 no Mandalay Bay Events Center em Paradise, Nevada.
Neste evento, só houve lutas entre americanos e canadenses, sendo que os americanos ganharam 5 lutas contra 3 dos canadenses. A luta principal foi entre Rich Franklin e David Loiseau pelo Cinturão Peso-Médio do UFC.

## Resultados
Nota 1 Pelo Cinturão Peso-Médio do UFC.

Nota 2 Essa foi a primeira luta na categoria dos leves desde que a divisão foi suspensa em 2004.

## Ligações Externas
- Página oficial do UFC

1. ↑  Nota 1
2. ↑  Nota 2